# Volný pěšec
|   | a                                               | b                                               | c                                               | d                                               | e                                               | f                                               | g                                               | h                                               |   |
| 8 | c7 černý pěšec · b6 černý pěšec · g2 bílý pěšec | c7 černý pěšec · b6 černý pěšec · g2 bílý pěšec | c7 černý pěšec · b6 černý pěšec · g2 bílý pěšec | c7 černý pěšec · b6 černý pěšec · g2 bílý pěšec | c7 černý pěšec · b6 černý pěšec · g2 bílý pěšec | c7 černý pěšec · b6 černý pěšec · g2 bílý pěšec | c7 černý pěšec · b6 černý pěšec · g2 bílý pěšec | c7 černý pěšec · b6 černý pěšec · g2 bílý pěšec | 8 |
| 7 | c7 černý pěšec · b6 černý pěšec · g2 bílý pěšec | c7 černý pěšec · b6 černý pěšec · g2 bílý pěšec | c7 černý pěšec · b6 černý pěšec · g2 bílý pěšec | c7 černý pěšec · b6 černý pěšec · g2 bílý pěšec | c7 černý pěšec · b6 černý pěšec · g2 bílý pěšec | c7 černý pěšec · b6 černý pěšec · g2 bílý pěšec | c7 černý pěšec · b6 černý pěšec · g2 bílý pěšec | c7 černý pěšec · b6 černý pěšec · g2 bílý pěšec | 7 |
| 6 | c7 černý pěšec · b6 černý pěšec · g2 bílý pěšec | c7 černý pěšec · b6 černý pěšec · g2 bílý pěšec | c7 černý pěšec · b6 černý pěšec · g2 bílý pěšec | c7 černý pěšec · b6 černý pěšec · g2 bílý pěšec | c7 černý pěšec · b6 černý pěšec · g2 bílý pěšec | c7 černý pěšec · b6 černý pěšec · g2 bílý pěšec | c7 černý pěšec · b6 černý pěšec · g2 bílý pěšec | c7 černý pěšec · b6 černý pěšec · g2 bílý pěšec | 6 |
| 5 | c7 černý pěšec · b6 černý pěšec · g2 bílý pěšec | c7 černý pěšec · b6 černý pěšec · g2 bílý pěšec | c7 černý pěšec · b6 černý pěšec · g2 bílý pěšec | c7 černý pěšec · b6 černý pěšec · g2 bílý pěšec | c7 černý pěšec · b6 černý pěšec · g2 bílý pěšec | c7 černý pěšec · b6 černý pěšec · g2 bílý pěšec | c7 černý pěšec · b6 černý pěšec · g2 bílý pěšec | c7 černý pěšec · b6 černý pěšec · g2 bílý pěšec | 5 |
| 4 | c7 černý pěšec · b6 černý pěšec · g2 bílý pěšec | c7 černý pěšec · b6 černý pěšec · g2 bílý pěšec | c7 černý pěšec · b6 černý pěšec · g2 bílý pěšec | c7 černý pěšec · b6 černý pěšec · g2 bílý pěšec | c7 černý pěšec · b6 černý pěšec · g2 bílý pěšec | c7 černý pěšec · b6 černý pěšec · g2 bílý pěšec | c7 černý pěšec · b6 černý pěšec · g2 bílý pěšec | c7 černý pěšec · b6 černý pěšec · g2 bílý pěšec | 4 |
| 3 | c7 černý pěšec · b6 černý pěšec · g2 bílý pěšec | c7 černý pěšec · b6 černý pěšec · g2 bílý pěšec | c7 černý pěšec · b6 černý pěšec · g2 bílý pěšec | c7 černý pěšec · b6 černý pěšec · g2 bílý pěšec | c7 černý pěšec · b6 černý pěšec · g2 bílý pěšec | c7 černý pěšec · b6 černý pěšec · g2 bílý pěšec | c7 černý pěšec · b6 černý pěšec · g2 bílý pěšec | c7 černý pěšec · b6 černý pěšec · g2 bílý pěšec | 3 |
| 2 | c7 černý pěšec · b6 černý pěšec · g2 bílý pěšec | c7 černý pěšec · b6 černý pěšec · g2 bílý pěšec | c7 černý pěšec · b6 černý pěšec · g2 bílý pěšec | c7 černý pěšec · b6 černý pěšec · g2 bílý pěšec | c7 černý pěšec · b6 černý pěšec · g2 bílý pěšec | c7 černý pěšec · b6 černý pěšec · g2 bílý pěšec | c7 černý pěšec · b6 černý pěšec · g2 bílý pěšec | c7 černý pěšec · b6 černý pěšec · g2 bílý pěšec | 2 |
| 1 | c7 černý pěšec · b6 černý pěšec · g2 bílý pěšec | c7 černý pěšec · b6 černý pěšec · g2 bílý pěšec | c7 černý pěšec · b6 černý pěšec · g2 bílý pěšec | c7 černý pěšec · b6 černý pěšec · g2 bílý pěšec | c7 černý pěšec · b6 černý pěšec · g2 bílý pěšec | c7 černý pěšec · b6 černý pěšec · g2 bílý pěšec | c7 černý pěšec · b6 černý pěšec · g2 bílý pěšec | c7 černý pěšec · b6 černý pěšec · g2 bílý pěšec | 1 |
|   | a                                               | b                                               | c                                               | d                                               | e                                               | f                                               | g                                               | h                                               |   |

Volný pěšec je v šachu takový pěšec, jenž nemá na svém ani sousedním sloupci před sebou žádného pěšce opačné barvy (bílý pěšec). Takový pěšec má značně usnadněnou cestu k poli proměny, je proto obvykle výhodou pro stranu jenž ho vlastní. Ideální bývá pokud je pěšec ještě volný a krytý (černí pěšci). Často udávaným názorem je ten, že dva spojení volní krytí pěšci na 6., resp. 3. řadě mají cenu celé věže.[zdroj⁠?!]

## Vytvoření volného pěšce
Vytvoření si volného pěšce je velice důležité a může mnohdy vést i k záchraně partie.
|   | a | b | c | d | e | f | g | h |   |
| 8 | a7 černý pěšec · b7 černý pěšec · c7 černý pěšec · a5 bílý pěšec · b5 bílý pěšec · c5 bílý pěšec · g3 černý král · g1 bílý král | a7 černý pěšec · b7 černý pěšec · c7 černý pěšec · a5 bílý pěšec · b5 bílý pěšec · c5 bílý pěšec · g3 černý král · g1 bílý král | a7 černý pěšec · b7 černý pěšec · c7 černý pěšec · a5 bílý pěšec · b5 bílý pěšec · c5 bílý pěšec · g3 černý král · g1 bílý král | a7 černý pěšec · b7 černý pěšec · c7 černý pěšec · a5 bílý pěšec · b5 bílý pěšec · c5 bílý pěšec · g3 černý král · g1 bílý král | a7 černý pěšec · b7 černý pěšec · c7 černý pěšec · a5 bílý pěšec · b5 bílý pěšec · c5 bílý pěšec · g3 černý král · g1 bílý král | a7 černý pěšec · b7 černý pěšec · c7 černý pěšec · a5 bílý pěšec · b5 bílý pěšec · c5 bílý pěšec · g3 černý král · g1 bílý král | a7 černý pěšec · b7 černý pěšec · c7 černý pěšec · a5 bílý pěšec · b5 bílý pěšec · c5 bílý pěšec · g3 černý král · g1 bílý král | a7 černý pěšec · b7 černý pěšec · c7 černý pěšec · a5 bílý pěšec · b5 bílý pěšec · c5 bílý pěšec · g3 černý král · g1 bílý král | 8 |
| 7 | a7 černý pěšec · b7 černý pěšec · c7 černý pěšec · a5 bílý pěšec · b5 bílý pěšec · c5 bílý pěšec · g3 černý král · g1 bílý král | a7 černý pěšec · b7 černý pěšec · c7 černý pěšec · a5 bílý pěšec · b5 bílý pěšec · c5 bílý pěšec · g3 černý král · g1 bílý král | a7 černý pěšec · b7 černý pěšec · c7 černý pěšec · a5 bílý pěšec · b5 bílý pěšec · c5 bílý pěšec · g3 černý král · g1 bílý král | a7 černý pěšec · b7 černý pěšec · c7 černý pěšec · a5 bílý pěšec · b5 bílý pěšec · c5 bílý pěšec · g3 černý král · g1 bílý král | a7 černý pěšec · b7 černý pěšec · c7 černý pěšec · a5 bílý pěšec · b5 bílý pěšec · c5 bílý pěšec · g3 černý král · g1 bílý král | a7 černý pěšec · b7 černý pěšec · c7 černý pěšec · a5 bílý pěšec · b5 bílý pěšec · c5 bílý pěšec · g3 černý král · g1 bílý král | a7 černý pěšec · b7 černý pěšec · c7 černý pěšec · a5 bílý pěšec · b5 bílý pěšec · c5 bílý pěšec · g3 černý král · g1 bílý král | a7 černý pěšec · b7 černý pěšec · c7 černý pěšec · a5 bílý pěšec · b5 bílý pěšec · c5 bílý pěšec · g3 černý král · g1 bílý král | 7 |
| 6 | a7 černý pěšec · b7 černý pěšec · c7 černý pěšec · a5 bílý pěšec · b5 bílý pěšec · c5 bílý pěšec · g3 černý král · g1 bílý král | a7 černý pěšec · b7 černý pěšec · c7 černý pěšec · a5 bílý pěšec · b5 bílý pěšec · c5 bílý pěšec · g3 černý král · g1 bílý král | a7 černý pěšec · b7 černý pěšec · c7 černý pěšec · a5 bílý pěšec · b5 bílý pěšec · c5 bílý pěšec · g3 černý král · g1 bílý král | a7 černý pěšec · b7 černý pěšec · c7 černý pěšec · a5 bílý pěšec · b5 bílý pěšec · c5 bílý pěšec · g3 černý král · g1 bílý král | a7 černý pěšec · b7 černý pěšec · c7 černý pěšec · a5 bílý pěšec · b5 bílý pěšec · c5 bílý pěšec · g3 černý král · g1 bílý král | a7 černý pěšec · b7 černý pěšec · c7 černý pěšec · a5 bílý pěšec · b5 bílý pěšec · c5 bílý pěšec · g3 černý král · g1 bílý král | a7 černý pěšec · b7 černý pěšec · c7 černý pěšec · a5 bílý pěšec · b5 bílý pěšec · c5 bílý pěšec · g3 černý král · g1 bílý král | a7 černý pěšec · b7 černý pěšec · c7 černý pěšec · a5 bílý pěšec · b5 bílý pěšec · c5 bílý pěšec · g3 černý král · g1 bílý král | 6 |
| 5 | a7 černý pěšec · b7 černý pěšec · c7 černý pěšec · a5 bílý pěšec · b5 bílý pěšec · c5 bílý pěšec · g3 černý král · g1 bílý král | a7 černý pěšec · b7 černý pěšec · c7 černý pěšec · a5 bílý pěšec · b5 bílý pěšec · c5 bílý pěšec · g3 černý král · g1 bílý král | a7 černý pěšec · b7 černý pěšec · c7 černý pěšec · a5 bílý pěšec · b5 bílý pěšec · c5 bílý pěšec · g3 černý král · g1 bílý král | a7 černý pěšec · b7 černý pěšec · c7 černý pěšec · a5 bílý pěšec · b5 bílý pěšec · c5 bílý pěšec · g3 černý král · g1 bílý král | a7 černý pěšec · b7 černý pěšec · c7 černý pěšec · a5 bílý pěšec · b5 bílý pěšec · c5 bílý pěšec · g3 černý král · g1 bílý král | a7 černý pěšec · b7 černý pěšec · c7 černý pěšec · a5 bílý pěšec · b5 bílý pěšec · c5 bílý pěšec · g3 černý král · g1 bílý král | a7 černý pěšec · b7 černý pěšec · c7 černý pěšec · a5 bílý pěšec · b5 bílý pěšec · c5 bílý pěšec · g3 černý král · g1 bílý král | a7 černý pěšec · b7 černý pěšec · c7 černý pěšec · a5 bílý pěšec · b5 bílý pěšec · c5 bílý pěšec · g3 černý král · g1 bílý král | 5 |
| 4 | a7 černý pěšec · b7 černý pěšec · c7 černý pěšec · a5 bílý pěšec · b5 bílý pěšec · c5 bílý pěšec · g3 černý král · g1 bílý král | a7 černý pěšec · b7 černý pěšec · c7 černý pěšec · a5 bílý pěšec · b5 bílý pěšec · c5 bílý pěšec · g3 černý král · g1 bílý král | a7 černý pěšec · b7 černý pěšec · c7 černý pěšec · a5 bílý pěšec · b5 bílý pěšec · c5 bílý pěšec · g3 černý král · g1 bílý král | a7 černý pěšec · b7 černý pěšec · c7 černý pěšec · a5 bílý pěšec · b5 bílý pěšec · c5 bílý pěšec · g3 černý král · g1 bílý král | a7 černý pěšec · b7 černý pěšec · c7 černý pěšec · a5 bílý pěšec · b5 bílý pěšec · c5 bílý pěšec · g3 černý král · g1 bílý král | a7 černý pěšec · b7 černý pěšec · c7 černý pěšec · a5 bílý pěšec · b5 bílý pěšec · c5 bílý pěšec · g3 černý král · g1 bílý král | a7 černý pěšec · b7 černý pěšec · c7 černý pěšec · a5 bílý pěšec · b5 bílý pěšec · c5 bílý pěšec · g3 černý král · g1 bílý král | a7 černý pěšec · b7 černý pěšec · c7 černý pěšec · a5 bílý pěšec · b5 bílý pěšec · c5 bílý pěšec · g3 černý král · g1 bílý král | 4 |
| 3 | a7 černý pěšec · b7 černý pěšec · c7 černý pěšec · a5 bílý pěšec · b5 bílý pěšec · c5 bílý pěšec · g3 černý král · g1 bílý král | a7 černý pěšec · b7 černý pěšec · c7 černý pěšec · a5 bílý pěšec · b5 bílý pěšec · c5 bílý pěšec · g3 černý král · g1 bílý král | a7 černý pěšec · b7 černý pěšec · c7 černý pěšec · a5 bílý pěšec · b5 bílý pěšec · c5 bílý pěšec · g3 černý král · g1 bílý král | a7 černý pěšec · b7 černý pěšec · c7 černý pěšec · a5 bílý pěšec · b5 bílý pěšec · c5 bílý pěšec · g3 černý král · g1 bílý král | a7 černý pěšec · b7 černý pěšec · c7 černý pěšec · a5 bílý pěšec · b5 bílý pěšec · c5 bílý pěšec · g3 černý král · g1 bílý král | a7 černý pěšec · b7 černý pěšec · c7 černý pěšec · a5 bílý pěšec · b5 bílý pěšec · c5 bílý pěšec · g3 černý král · g1 bílý král | a7 černý pěšec · b7 černý pěšec · c7 černý pěšec · a5 bílý pěšec · b5 bílý pěšec · c5 bílý pěšec · g3 černý král · g1 bílý král | a7 černý pěšec · b7 černý pěšec · c7 černý pěšec · a5 bílý pěšec · b5 bílý pěšec · c5 bílý pěšec · g3 černý král · g1 bílý král | 3 |
| 2 | a7 černý pěšec · b7 černý pěšec · c7 černý pěšec · a5 bílý pěšec · b5 bílý pěšec · c5 bílý pěšec · g3 černý král · g1 bílý král | a7 černý pěšec · b7 černý pěšec · c7 černý pěšec · a5 bílý pěšec · b5 bílý pěšec · c5 bílý pěšec · g3 černý král · g1 bílý král | a7 černý pěšec · b7 černý pěšec · c7 černý pěšec · a5 bílý pěšec · b5 bílý pěšec · c5 bílý pěšec · g3 černý král · g1 bílý král | a7 černý pěšec · b7 černý pěšec · c7 černý pěšec · a5 bílý pěšec · b5 bílý pěšec · c5 bílý pěšec · g3 černý král · g1 bílý král | a7 černý pěšec · b7 černý pěšec · c7 černý pěšec · a5 bílý pěšec · b5 bílý pěšec · c5 bílý pěšec · g3 černý král · g1 bílý král | a7 černý pěšec · b7 černý pěšec · c7 černý pěšec · a5 bílý pěšec · b5 bílý pěšec · c5 bílý pěšec · g3 černý král · g1 bílý král | a7 černý pěšec · b7 černý pěšec · c7 černý pěšec · a5 bílý pěšec · b5 bílý pěšec · c5 bílý pěšec · g3 černý král · g1 bílý král | a7 černý pěšec · b7 černý pěšec · c7 černý pěšec · a5 bílý pěšec · b5 bílý pěšec · c5 bílý pěšec · g3 černý král · g1 bílý král | 2 |
| 1 | a7 černý pěšec · b7 černý pěšec · c7 černý pěšec · a5 bílý pěšec · b5 bílý pěšec · c5 bílý pěšec · g3 černý král · g1 bílý král | a7 černý pěšec · b7 černý pěšec · c7 černý pěšec · a5 bílý pěšec · b5 bílý pěšec · c5 bílý pěšec · g3 černý král · g1 bílý král | a7 černý pěšec · b7 černý pěšec · c7 černý pěšec · a5 bílý pěšec · b5 bílý pěšec · c5 bílý pěšec · g3 černý král · g1 bílý král | a7 černý pěšec · b7 černý pěšec · c7 černý pěšec · a5 bílý pěšec · b5 bílý pěšec · c5 bílý pěšec · g3 černý král · g1 bílý král | a7 černý pěšec · b7 černý pěšec · c7 černý pěšec · a5 bílý pěšec · b5 bílý pěšec · c5 bílý pěšec · g3 černý král · g1 bílý král | a7 černý pěšec · b7 černý pěšec · c7 černý pěšec · a5 bílý pěšec · b5 bílý pěšec · c5 bílý pěšec · g3 černý král · g1 bílý král | a7 černý pěšec · b7 černý pěšec · c7 černý pěšec · a5 bílý pěšec · b5 bílý pěšec · c5 bílý pěšec · g3 černý král · g1 bílý král | a7 černý pěšec · b7 černý pěšec · c7 černý pěšec · a5 bílý pěšec · b5 bílý pěšec · c5 bílý pěšec · g3 černý král · g1 bílý král | 1 |
|   | a | b | c | d | e | f | g | h |   |

V diagramu 2 stojí bílý král špatně. Vyhraje však díky vytvoření volného pěšce:

1. b6!! cxb6 (axb6)

2. a6!! bxa6 (2. c6!! bxc6)

3. c6 !! +- (3. a6!! +-)